# Trilogia del milieu

I titoli di testa di Milano calibro 9

La trilogia del milieu è un termine che designa tre film noir-poliziotteschi diretti da Fernando Di Leo tra il 1972 ed il 1973.

## Film
Le pellicole facenti parte della trilogia sono:
- Milano calibro 9 (1972), con Gastone Moschin, Mario Adorf e Barbara Bouchet
- La mala ordina (1972), con Mario Adorf, Henry Silva e Woody Strode
- Il boss (1973), con Henry Silva e Gianni Garko

## Caratteristiche

Una scena di Il boss

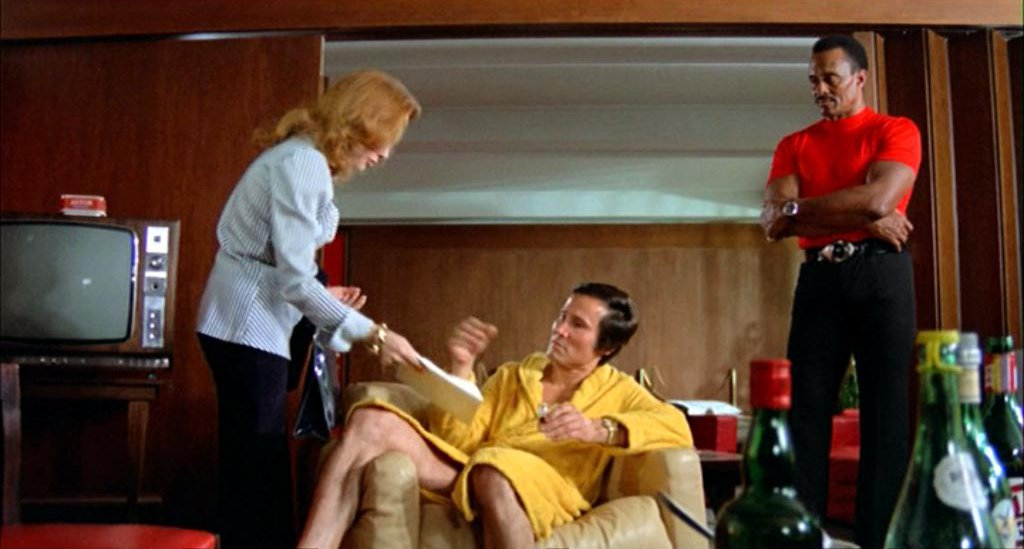
Henry Silva e Woody Strode in La mala ordina

I tre film sono molto duri e violenti. Milano calibro 9 e La mala ordina sono ambientati a Milano, ma la città viene mostrata in maniera differente nei due film. Grigia e cupa nel primo, primaverile e solare nel secondo. Il boss invece è ambientato in una Palermo notturna che si riconosce a fatica.
Milano calibro 9 è un film senza speranza, La mala ordina mostra più ironia e ha un finale più "lieto", mentre Il boss è sicuramente il film più cinico e nichilista della trilogia, ed ebbe dei problemi con la censura: l'allora ministro dei rapporti col parlamento, il democristiano Giovanni Gioia, denunciò Di Leo, perché riconobbe il suo nome (insieme a quelli di Tommaso Buscetta e Salvo Lima), in un dialogo del film riguardante alcuni mafiosi. All'ultimo momento però Gioia ritirò la denuncia.
Questi tre film sono molto amati dal regista Quentin Tarantino, che ha dichiarato di essersi ispirato ai due scagnozzi de La mala ordina per creare le figure di Jules Winnfield e Vincent Vega, i due gangster del suo film Pulp Fiction.